# Campionati europei di maratona canoa/kayak 2021
I Campionati europei di maratona canoa/kayak 2021 sono stati la 17ª edizione della competizione continentale. Si sono svolti a Mosca, in Russia. dall'8 all'11 luglio 2021. 

## Medagliere
| Pos.   | Paese      | Oro | Argento | Bronzo | Totale |
| ------ | ---------- | --- | ------- | ------ | ------ |
| 1      | Ungheria   | 6   | 3       | 5      | 14     |
| 2      | Portogallo | 2   | 2       | 0      | 4      |
| 3      | Francia    | 1   | 3       | 1      | 5      |
| 4      | Polonia    | 1   | 0       | 3      | 4      |
| 5      | Serbia     | 1   | 0       | 1      | 2      |
| 6      | Russia     | 0   | 3       | 1      | 4      |
| Totale | Totale     | 11  | 11      | 11     | 33     |

## Podi

### Uomini
| Evento           | Oro                                  | Perform. | Argento                                  | Perform  | Bronzo                                  | Perform. |
| Canoa C-1 3400m  | Mateusz Borgiel                      | 15'43"24 | Daniel Laczo                             | 15'54"67 | Roman Erlinekov                         | 16'01"63 |
| Canoa C-1 26,2km | Márton Kövér                         | 2h06'26" | Roman Erlinekov                          | 2h11'06" | Daniel Laczo                            | 2h14'53" |
| Canoa C-2        | Ungheria Márton Horvath Márton Kövér | 1h58'20" | Portogallo Rui Lacerda Ricardo Coelho    | 2h00'23" | Polonia Mateusz Borgiel Mateusz Zuchora | 2h01'20" |
| Kayak K-1 3400m  | José Ramalho                         | 13'43"   | Quentin Urban                            | 13'44"   | Adrián Boros                            | 13'50"   |
| Kayak K-1 29,8km | José Ramalho                         | 2h14'59" | Cyrille Carré                            | 2h15'00" | Stéphane Boulanger                      | 2h15'01" |
| Kayak K-2        | Francia Quentin Urban Jérémy Candy   | 2h01'26" | Portogallo José Ramalho Ricardo Carvalho | 2h02'03" | Ungheria Adrián Boros Krisztián Máthé   | 2h04'42" |

### Donne
| Evento           | Oro                                       | Punti    | Argento                             | Punti    | Bronzo                               | Punti    |
| Canoa C-1 3400m  | Zsofia Kisban                             | 17'50"   | Maria Kazakova                      | 18'40"   | Adrianna Antos                       | 18'47"   |
| Canoa C-1 15,4km | Zsofia Kisban                             | 1h24'51" | Maria Kazakova                      | 1h27'40" | Adrianna Antos                       | 1h27'49" |
| Kayak K-1 3400m  | Kristina Bedec                            | 15'20"   | Vanda Kiszli                        | 15'21"   | Zsófia Czéllai-Vörös                 | 15'22"   |
| Kayak K-1 26,2km | Vanda Kiszli                              | 2h06'58" | Zsófia Czéllai-Vörös                | 2h06'59" | Kristina Bedec                       | 2h08'45" |
| Kayak K-2        | Ungheria Renata Csay Zsófia Czéllai-Vörös | 2h00'35" | Francia Amelie Kessler Yseline Huet | 2h02'33" | Ungheria Rebeka Szmrtyka Panna Sinko | 2h02'58" |